# Cyklopernas land
Cyklopernas land är ett aktualitets- och kulturprogram på Sveriges Television. Programmet hade premiär 2021 och leds av Christopher Garplind.
I programmet diskuteras aktuella personer och företeelser inom kultur- och nöjeslivet av en återkommande panel. I panelen har bland andra Tone Schunnesson, Emil Persson, Amie Bramme Sey, Messiah Hallberg, Samanda Ekman, Elis Monteverde Burrau och Moa Wallin varit återkommande gäster. Programmet brukar även ta in gäster för särskilda inslag och då ofta äldre kulturutövare. Bland gästerna har bland andra Marie-Louise Ekman, Stig Larsson, Marianne Lindberg De Geer och Anneli Martini märkts.
Cyklopernas land nominerades till Årets nyheter- och aktualitetsprogram vid Kristallengalan 2022. Vid Kristallengalan 2024 prisades programmet i samma kategori.
Begreppet Cyklopernas land kommer från ett uttalande av författaren Karl Ove Knausgård i en debattartikel i DN 2015 där han går till angrepp på debattklimatet i Sverige; "Det är vår i cyklopernas land. ...... Ändå är cykloperna inte lyckliga. Många av dem är arga och uppfyllda av hat. Och många av dem är rädda.".